# تا ابد مری
تا ابد مِـری (ایتالیایی: Mery per sempre) یک فیلم درام ایتالیایی به کارگردانی مارکو ریسی است که در سال ۱۹۸۹ منتشر شد. از بازیگران آن می‌توان به میکله پلاچیدو، کلاودیو آمندولا، تونی اسپراندئو، فرانچسکو بنینیو و لوئیجی ماریا بوروآنو اشاره کرد.